# Verein für Leibesübungen Bochum 1848 2006-2007
Questa voce raccoglie le informazioni riguardanti il Verein für Leibesübungen Bochum 1848 nelle competizioni ufficiali della stagione 2006-2007.

## Stagione
Nella stagione 2006-2007 il Bochum, allenato da Marcel Koller, concluse il campionato di Bundesliga all'8º posto. In Coppa di Germania il Bochum fu eliminato agli ottavi di finale dallo Stoccarda.

## Rosa
| N. |                                 | Ruolo | Calciatore          |
| -- | ------------------------------- | ----- | ------------------- |
| 1  | Danimarca (bandiera)            | P     | Peter Skov-Jensen   |
| 2  | Germania (bandiera)             | D     | Benjamin Lense      |
| 3  | Germania (bandiera)             | D     | Martin Meichelbeck  |
| 4  | Germania (bandiera)             | D     | Marcel Maltritz     |
| 5  | Germania (bandiera)             | C     | Christoph Dabrowski |
| 6  | Canada (bandiera)               | C     | Daniel Imhof        |
| 7  | Danimarca (bandiera)            | A     | Tommy Bechmann      |
| 8  | Polonia (bandiera)              | C     | Tomasz Zdebel       |
| 9  | Brasile (bandiera)              | A     | Fábio Júnior        |
| 10 | Germania (bandiera)             | C     | Dariusz Wosz        |
| 11 | Belgio (bandiera)               | A     | Joris Van Hout      |
| 13 | Germania (bandiera)             | P     | Rene Renno          |
| 14 | Croazia (bandiera)              | C     | Ivo Iličević        |
| 15 | Rep. Ceca (bandiera)            | D     | Pavel Drsek         |
| 16 | Bosnia ed Erzegovina (bandiera) | C     | Zvjezdan Misimović  |
| 17 | Germania (bandiera)             | D     | Heiko Butscher      |

| N. |                      | Ruolo | Calciatore       |
| -- | -------------------- | ----- | ---------------- |
| 18 | Germania (bandiera)  | C     | Oliver Schröder  |
| 19 | Germania (bandiera)  | C     | Dennis Grote     |
| 20 | Camerun (bandiera)   | C     | Joël Epalle      |
| 21 | Rep. Ceca (bandiera) | C     | Filip Trojan     |
| 22 | Grecia (bandiera)    | A     | Theofanīs Gkekas |
| 24 | Germania (bandiera)  | D     | Philipp Bönig    |
| 25 | Algeria (bandiera)   | D     | Anthar Yahia     |
| 26 | Germania (bandiera)  | P     | Alexander Bade   |
| 27 | Germania (bandiera)  | D     | David Czyszczon  |
| 28 | Germania (bandiera)  | C     | Lucas Oppermann  |
| 29 | Germania (bandiera)  | A     | Sebastian Hille  |
| 31 | Germania (bandiera)  | P     | Andreas Luthe    |
| 32 | Germania (bandiera)  | C     | David Zajas      |
| 36 | Spagna (bandiera)    | D     | David Pallas     |
| 45 | Rep. Ceca (bandiera) | P     | Jaroslav Drobný  |

## Organigramma societario
Area tecnica
- Allenatore: Marcel Koller
- Allenatore in seconda: Frank Heinemann
- Preparatore dei portieri: Peter Greiber
- Preparatori atletici:

## Calciomercato

### Sessione estiva
| Acquisti | Acquisti            | Acquisti          | Acquisti |
| R.       | Nome                | da                | Modalità |
| -------- | ------------------- | ----------------- | -------- |
| A        | Theofanīs Gkekas    | Panathīnaïkos     |          |
| A        | Benjamin Auer       | Magonza           |          |
| P        | Alexander Bade      | Colonia           |          |
| C        | Christoph Dabrowski | Hannover 96       |          |
| C        | Ivo Iličević        | Darmstadt         |          |
| D        | Benjamin Lense      | Norimberga        |          |
| P        | Andreas Luthe       | Bochum (juniores) |          |
| C        | Oliver Schröder     | Hertha Berlino    |          |

| Cessioni | Cessioni         | Cessioni           | Cessioni |
| R.       | Nome             | da                 | Modalità |
| -------- | ---------------- | ------------------ | -------- |
| C        | Edu              | Magonza            |          |
| D        | Thorsten Barg    | Karlsruhe II       |          |
| C        | Claus Costa      | Fortuna Düsseldorf |          |
| A        | Thomas Rathgeber | Bochum II          |          |
| C        | Alexander Thamm  | Preußen Münster    |          |
| A        | Haluk Türkeri    | Karlsruhe II       |          |

### Sessione invernale
| Acquisti | Acquisti     | Acquisti | Acquisti |
| R.       | Nome         | da       | Modalità |
| -------- | ------------ | -------- | -------- |
| D        | Anthar Yahia | Nizza    |          |
| C        | Joël Epalle  | Īraklīs  |          |

| Cessioni | Cessioni      | Cessioni       | Cessioni |
| R.       | Nome          | da             | Modalità |
| -------- | ------------- | -------------- | -------- |
| P        | Polat Keser   | Antalyaspor    |          |
| C        | Ersan Tekkan  | Antalyaspor    |          |
| A        | Benjamin Auer | Kaiserslautern |          |

## Risultati

### Bundesliga

#### Girone di andata
| Arbitro: | Weiner |

|                              |           |            |
| Damm 29’ Azaouagh 71’ (rig.) | Marcatori | 86’ Zdebel |

| Arbitro: | Rafati |

|            |           |                     |
| Júnior 52’ | Marcatori | 42’ Makaay 65’ Lahm |

| Arbitro: | Kempter |

|  |           |           |
|  | Marcatori | 85’ Silva |

| Arbitro: | Gräfe |

|           |           |            |
| Polák 30’ | Marcatori | 10’ Gkekas |

| Arbitro: | Perl |

|                         |           |             |
| Júnior 58’ Iličević 73’ | Marcatori | 11’ Gabriel |

| Arbitro: | Wagner |

|                            |           |               |
| Schlaudraff 48’ Rösler 49’ | Marcatori | 36’ Misimović |

| Arbitro: | Weiner |

|  |           |                                                              |
|  | Marcatori | 7’ Hunt 60’ Schulz 75’ Vranješ 77’ Diego 88’ Fritz 90’ Naldo |

| Arbitro: | Sippel |

|              |           |            |
| Smolarek 35’ | Marcatori | 31’ Gkekas |

| Arbitro: | Fleischer |

|  |           |           |
|  | Marcatori | 25’ Hanke |

| Arbitro: | Schmidt |

|  |           |                     |
|  | Marcatori | 4’ Drsek 76’ Gkekas |

| Arbitro: | Wagner |

|              |           |                                      |
| Iličević 48’ | Marcatori | 7’ Barbarez 32’ Voronin 71’ Barnetta |

| Arbitro: | Brych |

|                                         |           |                               |
| Pantelić 9’ van Burik 58’ Neuendorf 80’ | Marcatori | 39’ Gkekas 45’, 47’ Misimović |

| Arbitro: | Gagelmann |

|                                                           |           |                              |
| Misimović 29’ (rig.) Maltritz 33’ Butscher 36’ Gkekas 46’ | Marcatori | 1’, 5’ Streit 56’ Amanatidīs |

| Arbitro: | Gräfe |

|                             |           |            |
| Rafinha 19’ Løvenkrands 27’ | Marcatori | 49’ Gkekas |

| Arbitro: | Stark |

|                            |           |             |
| Dabrowski 5’ Misimović 70’ | Marcatori | 42’ Ljuboja |

| Arbitro: | Merk |

|              |           |  |
| Streller 87’ | Marcatori |  |

| Arbitro: | Perl |

|                            |           |  |
| Gkekas 45’ Kahê 85’ (aut.) | Marcatori |  |

#### Girone di ritorno
| Arbitro: | Meyer |

|  |           |          |
|  | Marcatori | 38’ Rose |

| Monaco di Baviera 30 gennaio 2007, ore 20:00 CET 19ª giornata | Bayern Monaco | 0 – 0 referto | Bochum | Allianz Arena (60 000 spett.)\| Arbitro: \| Drees \| |
| Arbitro:                                                      | Drees         |               |        |                                                      |

| Cottbus 3 febbraio 2007, ore 15:30 CET 20ª giornata | Energie Cottbus | 0 – 0 referto | Bochum | Stadion der Freundschaft (11 650 spett.)\| Arbitro: \| Stark \| |
| Arbitro:                                            | Stark           |               |        |                                                                 |

| Arbitro: | Kircher |

|  |           |                 |
|  | Marcatori | 88’, 90’ Saenko |

| Arbitro: | Brych |

|                |           |                              |
| Wichniarek 26’ | Marcatori | 2’, 10’ Gkekas 51’ Dabrowski |

| Arbitro: | Sippel |

|                       |           |                          |
| Gkekas 25’ Epalle 52’ | Marcatori | 35’ Ibišević 57’ Lehmann |

| Arbitro: | Wagner |

|                    |           |  |
| Hunt 25’, 73’, 76’ | Marcatori |  |

| Arbitro: | Gräfe |

|                 |           |  |
| Gkekas 48’, 83’ | Marcatori |  |

| Arbitro: | Merk |

|                                    |           |            |
| Boakye 21’ Madlung 26’ Paraíba 83’ | Marcatori | 66’ Gkekas |

| Arbitro: | Fleischer |

|                       |           |  |
| Gkekas 35’ Epalle 42’ | Marcatori |  |

| Arbitro: | Gagelmann |

|              |           |                                            |
| Kießling 62’ | Marcatori | 8’ (aut.) Haggui 16’ Yahia 22’, 90’ Gkekas |

| Arbitro: | Perl |

|           |           |                                  |
| Gkekas 1’ | Marcatori | 58’ Giménez 66’ Gilberto 90’ Ede |

| Arbitro: | Rafati |

|  |           |                            |
|  | Marcatori | 32’ Gkekas 58’, 69’ Epalle |

| Arbitro: | Kircher |

|                          |           |            |
| Misimović 33’ Gkekas 41’ | Marcatori | 8’ Kurányi |

| Arbitro: | Brych |

|  |           |                                           |
|  | Marcatori | 61’ Gkekas 66’ Grote 80’ (rig.) Misimović |

| Arbitro: | Meyer |

|                          |           |                                      |
| Schröder 4’ Maltritz 42’ | Marcatori | 24’ Hitzlsperger 62’ Gómez 73’ Cacau |

| Arbitro: | Merk |

|  |           |                        |
|  | Marcatori | 24’ Dabrowski 82’ Wosz |

### Coppa di Germania
| Arbitro: | Frank |

|           |           |                                 |
| Petri 85’ | Marcatori | 19’ (rig.) Misimović 51’ Gkekas |

| Arbitro: | Wack |

|                                          |           |                   |
| Gkekas 26’ Butscher 29’ Franz 87’ (aut.) | Marcatori | 44’, 62’ Porcello |

| Arbitro: | Sippel |

|              |           |                                           |
| Bechmann 84’ | Marcatori | 34’ Gómez 48’, 58’ Hitzlsperger 90’ Cacau |

## Statistiche

### Statistiche di squadra
| Competizione      | Punti | In casa | In casa | In casa | In casa | In casa | In casa | In trasferta | In trasferta | In trasferta | In trasferta | In trasferta | In trasferta | Totale | Totale | Totale | Totale | Totale | Totale | DR |
| Competizione      | Punti | G       | V       | N       | P       | Gf      | Gs      | G            | V            | N            | P            | Gf           | Gs           | G      | V      | N      | P      | Gf     | Gs     | DR |
| ----------------- | ----- | ------- | ------- | ------- | ------- | ------- | ------- | ------------ | ------------ | ------------ | ------------ | ------------ | ------------ | ------ | ------ | ------ | ------ | ------ | ------ | -- |
| Bundesliga        | 45    | 17      | 7       | 1       | 9       | 23      | 30      | 17           | 6            | 5            | 6            | 26           | 20           | 34     | 13     | 6      | 15     | 49     | 50     | -1 |
| Coppa di Germania | -     | 2       | 1       | 0       | 1       | 4       | 6       | 1            | 1            | 0            | 0            | 2            | 1            | 3      | 2      | 0      | 1      | 6      | 7      | -1 |
| Totale            | 45    | 19      | 8       | 1       | 10      | 27      | 36      | 18           | 7            | 5            | 6            | 28           | 21           | 37     | 15     | 6      | 16     | 55     | 57     | -2 |

### Andamento in campionato
| Giornata  | 1  | 2  | 3  | 4  | 5  | 6  | 7  | 8  | 9  | 10 | 11 | 12 | 13 | 14 | 15 | 16 | 17 | 18 | 19 | 20 | 21 | 22 | 23 | 24 | 25 | 26 | 27 | 28 | 29 | 30 | 31 | 32 | 33 | 34 |
| --------- | -- | -- | -- | -- | -- | -- | -- | -- | -- | -- | -- | -- | -- | -- | -- | -- | -- | -- | -- | -- | -- | -- | -- | -- | -- | -- | -- | -- | -- | -- | -- | -- | -- | -- |
| Luogo     | T  | C  | C  | T  | C  | T  | C  | T  | C  | T  | C  | T  | C  | T  | C  | T  | C  | C  | T  | T  | C  | T  | C  | T  | C  | T  | C  | T  | C  | T  | C  | T  | C  | T  |
| Risultato | P  | P  | P  | N  | V  | P  | P  | N  | P  | V  | P  | N  | V  | P  | V  | P  | V  | P  | N  | N  | P  | V  | N  | P  | V  | P  | V  | V  | P  | V  | V  | V  | P  | V  |
| Posizione | 13 | 16 | 17 | 18 | 16 | 18 | 18 | 18 | 18 | 16 | 17 | 17 | 16 | 16 | 15 | 16 | 14 | 15 | 15 | 14 | 17 | 14 | 15 | 17 | 15 | 16 | 14 | 11 | 13 | 11 | 11 | 8  | 11 | 8  |

Legenda:

Luogo: C = Casa; T = Trasferta. Risultato: V = Vittoria; N = Pareggio; P = Sconfitta.

### Statistiche dei giocatori
| Giocatore      | Bundesliga | Bundesliga | Bundesliga  | Bundesliga | Coppa di Germania | Coppa di Germania | Coppa di Germania | Coppa di Germania | Totale   | Totale | Totale      | Totale     |
| Giocatore      | Presenze   | Reti       | Ammonizioni | Espulsioni | Presenze          | Reti              | Ammonizioni       | Espulsioni        | Presenze | Reti   | Ammonizioni | Espulsioni |
| -------------- | ---------- | ---------- | ----------- | ---------- | ----------------- | ----------------- | ----------------- | ----------------- | -------- | ------ | ----------- | ---------- |
| B. Auer        | 2          | 0          | 0           | 0          | 1                 | 0                 | 0                 | 0                 | 3        | 0      | 0           | 0          |
| A. Bade        | 5          | 0          | 0           | 0          | 2                 | 0                 | 0                 | 0                 | 7        | 0      | 0           | 0          |
| T. Bechmann    | 11         | 0          | 2           | 0          | 1                 | 1                 | 0                 | 0                 | 12       | 1      | 2           | 0          |
| H. Butscher    | 20         | 1          | 2           | 1          | 2                 | 1                 | 0                 | 0                 | 22       | 2      | 2           | 1          |
| P. Bönig       | 30         | 0          | 6           | 0          | 3                 | 0                 | 0                 | 0                 | 33       | 0      | 6           | 0          |
| D. Czyszczon   | 0          | 0          | 0           | 0          | 0                 | 0                 | 0                 | 0                 | 0        | 0      | 0           | 0          |
| C. Dabrowski   | 31         | 3          | 7           | 0          | 3                 | 0                 | 1                 | 0                 | 34       | 3      | 8           | 0          |
| J. Drobný      | 17         | 0          | 2           | 0          | 0                 | 0                 | 0                 | 0                 | 17       | 0      | 2           | 0          |
| P. Drsek       | 27         | 1          | 2           | 0          | 3                 | 0                 | 0                 | 0                 | 30       | 1      | 2           | 0          |
| J. Epalle      | 17         | 4          | 2           | 0          | 0                 | 0                 | 0                 | 0                 | 17       | 4      | 2           | 0          |
| T. Gkekas      | 32         | 20         | 0           | 0          | 3                 | 2                 | 0                 | 0                 | 35       | 22     | 0           | 0          |
| D. Grote       | 16         | 1          | 3           | 0          | 1                 | 0                 | 0                 | 0                 | 17       | 1      | 3           | 0          |
| S. Hille       | 1          | 0          | 0           | 0          | 0                 | 0                 | 0                 | 0                 | 1        | 0      | 0           | 0          |
| J. Hout        | 14         | 0          | 0           | 0          | 1                 | 0                 | 0                 | 0                 | 15       | 0      | 0           | 0          |
| I. Iličević    | 19         | 2          | 0           | 0          | 1                 | 0                 | 1                 | 0                 | 20       | 2      | 1           | 0          |
| D. Imhof       | 7          | 0          | 0           | 0          | 0                 | 0                 | 0                 | 0                 | 7        | 0      | 0           | 0          |
| F. Júnior      | 16         | 2          | 1           | 0          | 2                 | 0                 | 1                 | 0                 | 18       | 2      | 2           | 0          |
| B. Lense       | 8          | 0          | 2           | 0          | 1                 | 0                 | 0                 | 0                 | 9        | 0      | 2           | 0          |
| A. Luthe       | 0          | 0          | 0           | 0          | 0                 | 0                 | 0                 | 0                 | 0        | 0      | 0           | 0          |
| M. Maltritz    | 31         | 2          | 7           | 1          | 3                 | 0                 | 0                 | 0                 | 34       | 2      | 7           | 1          |
| M. Meichelbeck | 9          | 0          | 0           | 0          | 2                 | 0                 | 0                 | 0                 | 11       | 0      | 0           | 0          |
| Z. Misimović   | 30         | 7          | 5           | 0          | 2                 | 1                 | 0                 | 0                 | 32       | 8      | 5           | 0          |
| L. Oppermann   | 0          | 0          | 0           | 0          | 0                 | 0                 | 0                 | 0                 | 0        | 0      | 0           | 0          |
| D. Pallas      | 8          | 0          | 0           | 1          | 1                 | 0                 | 0                 | 0                 | 9        | 0      | 0           | 1          |
| T. Rathgeber   | 1          | 0          | 0           | 0          | 1                 | 0                 | 0                 | 0                 | 2        | 0      | 0           | 0          |
| R. Renno       | 0          | 0          | 0           | 0          | 0                 | 0                 | 0                 | 0                 | 0        | 0      | 0           | 0          |
| O. Schröder    | 28         | 1          | 2           | 0          | 3                 | 0                 | 0                 | 0                 | 31       | 1      | 2           | 0          |
| P. Skov-Jensen | 12         | 0          | 0           | 0          | 1                 | 0                 | 0                 | 0                 | 13       | 0      | 0           | 0          |
| F. Trojan      | 26         | 0          | 1           | 0          | 3                 | 0                 | 2                 | 0                 | 29       | 0      | 3           | 0          |
| D. Wosz        | 1          | 1          | 0           | 0          | 0                 | 0                 | 0                 | 0                 | 1        | 1      | 0           | 0          |
| A. Yahia       | 16         | 1          | 2           | 0          | 0                 | 0                 | 0                 | 0                 | 16       | 1      | 2           | 0          |
| D. Zajas       | 0          | 0          | 0           | 0          | 0                 | 0                 | 0                 | 0                 | 0        | 0      | 0           | 0          |
| T. Zdebel      | 32         | 1          | 13          | 0          | 2                 | 0                 | 1                 | 0                 | 34       | 1      | 14          | 0          |